# Reclusa - La rabbia di una madre
Reclusa - La rabbia di una madre (Locked Up: A Mother's Rage) è un film per la televisione statunitense del 1991.

## Trama
Annie Gallagher è una donna di mezza età, madre di tre bambini, due femmine e un maschio, che ha appena divorziato. Annie lavora in un bar e un giorno incontra Danny, un uomo apparentemente gentile, che le dà un appuntamento. In realtà Danny è uno spacciatore di droga. La polizia era già sulle tracce di Danny. Quando si incontrano Danny affida un sacchetto ad Annie, dicendo che dentro c'era del denaro; in realtà contiene la droga che doveva spacciare. La polizia trova la droga in possesso di Annie, che viene arrestata e poi accusata ingiustamente di complicità.
Una volta aperte le porte del carcere, per Annie sorge il problema di affidare i tre figli e di come educarli. Col passare del tempo il rapporto con i figli si deteriora, tanto che Kelly, la maggiore dei tre, tenta il suicidio. Quindi per Annie ha inizio la battaglia per il diritto alle madri in prigione di poter vedere i propri figli.